# Nancy Greene
Nancy Greene (Ottawa, Ontario; 11 de mayo de 1943) es una esquiadora retirada canadiense que ganó 1 medalla de oro olímpica (2 medallas en total), 2 Campeonatos del Mundo (3 medallas en total), 2 Generales de la Copa del Mundo (y 2 Copas del Mundo en disciplina de Eslalon Gigante) y 13 victorias en la Copa del Mundo de Esquí Alpino (con un total de 18 podiums).

## Resultados

### Juegos Olímpicos de Invierno
- 1968 en Grenoble, Francia
  - Eslalon Gigante: 1.ª
  - Eslalon: 2.ª
  - Descenso: 10.ª

### Campeonatos Mundiales
- 1962 en Chamonix, Francia
  - Descenso: 5.ª

- 1966 en Portillo, Chile
  - Eslalon Gigante: 4.ª

- 1968 en Grenoble, Francia
  - Eslalon Gigante: 1.ª
  - Combinada: 1.ª
  - Eslalon: 2.ª
  - Descenso: 10.ª

### Copa del Mundo

#### Clasificación general Copa del Mundo
- 1966-1967: 1.ª
- 1967-1968: 1.ª

#### Clasificación por disciplinas (Top-10)
- 1966-1967:
  - Eslalon Gigante: 1.ª
  - Eslalon: 3.ª
  - Descenso: 6.ª

- 1967-1968:
  - Eslalon Gigante: 1.ª
  - Descenso: 4.ª
  - Eslalon: 4.ª

#### Victorias en la Copa del Mundo (13)

##### Descenso (3)
| Fecha                 | Lugar       |
| --------------------- | ----------- |
| 13 de enero de 1967   | Grindelwald |
| 23 de febrero de 1968 | Chamonix    |
| 15 de marzo de 1968   | Aspen       |

##### Eslalon Gigante (7)
| Fecha               | Lugar        |
| ------------------- | ------------ |
| 8 de enero de 1967  | Oberstaufen  |
| 11 de enero de 1967 | Grindelwald  |
| 19 de marzo de 1967 | Vail         |
| 26 de marzo de 1967 | Jackson Hole |
| 10 de enero de 1968 | Grindelwald  |
| 17 de marzo de 1968 | Aspen        |
| 31 de marzo de 1968 | Rossland     |

##### Eslalon (3)
| Fecha               | Lugar        |
| ------------------- | ------------ |
| 7 de enero de 1967  | Oberstaufen  |
| 26 de marzo de 1967 | Jackson Hole |
| 16 de marzo de 1968 | Aspen        |